# Bronisław Brochwicz-Rogoyski
Bronisław Wawrzyniec Rogoyski herbu Brochwicz (ur. 10 sierpnia 1861 w Głodnie, zm. 17 marca 1921 w Warszawie) – polski architekt, przedstawiciel historyzmu. 

## Życiorys
Uczęszczał do Gimnazjum Męskiego w Lublinie, następnie studiował architekturę w Szkole Politechnicznej we Lwowie, Wyższej Szkole Technicznej w Brunszwiku i Państwowej Wyższej Szkole Sztuk Pięknych w Paryżu. Dyplom uzyskał na Politechnice Warszawskiej.
Zaprojektował (z Izaakiem Gustawem Clasonem) pierwszy wieżowiec w Warszawie − budynek centrali telefonicznej Towarzystwa Akcyjnego Telefonów „Cedergren” przy ul. Zielnej 39. Inną warszawską budowlą jego projektu jest Szara Willa (w końcu XX wieku przebudowana przez Andrzeja Kicińskiego), a także budynki przy ul. Foksal 16/18, ul. Smolnej oraz dom firmy Gebethner i Wolff. Współautor (wraz ze Stefanem Szyllerem) kompleksu Instytutu Politechnicznego im. Cara Mikołaja II (późniejsza Politechnika Warszawska). Przypisuje mu się także projekt warszawskiej kamienicy Wolfa Krongolda, jednak nie zostało to potwierdzone.
Według projektu pracowni sekcji architektonicznej Warszawskiej Dyrekcji Kolejowej pod kierunkiem Bronisława Brochwicza-Rogóyskiego i jego zastępców Romualda Millera i Józefa Wołkanowskiego wzniesiono dworce m.in. w Grodzisku Mazowieckim, Modlinie-Nowym Dworze Mazowieckim, Pruszkowie, Radziwiłłowie i Żyrardowie.
Pochowany został na cmentarzu Powązkowskim (kwatera 63-5-29).

## Galeria

Wybrane realizacje
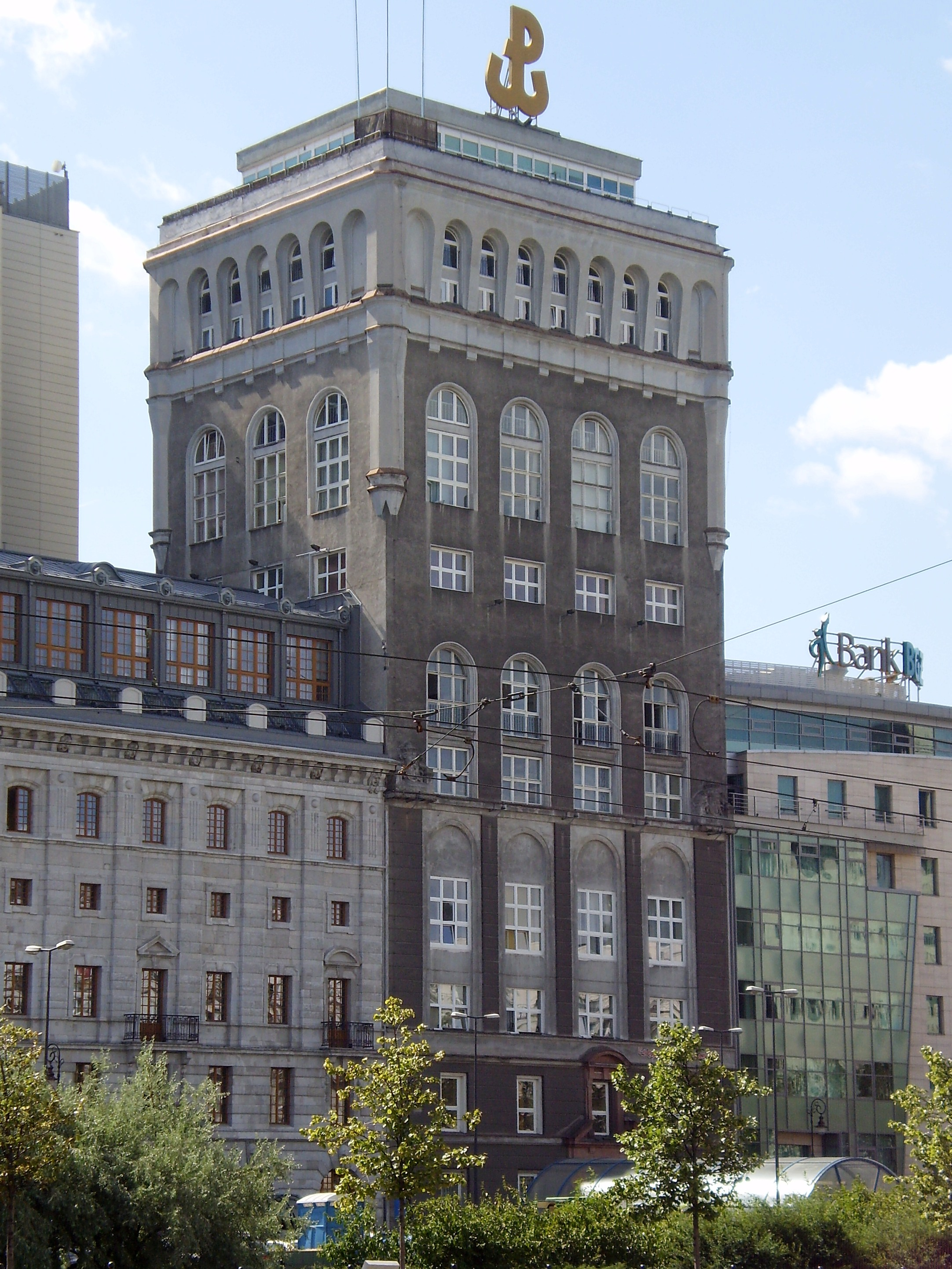
PASTA w Warszawie
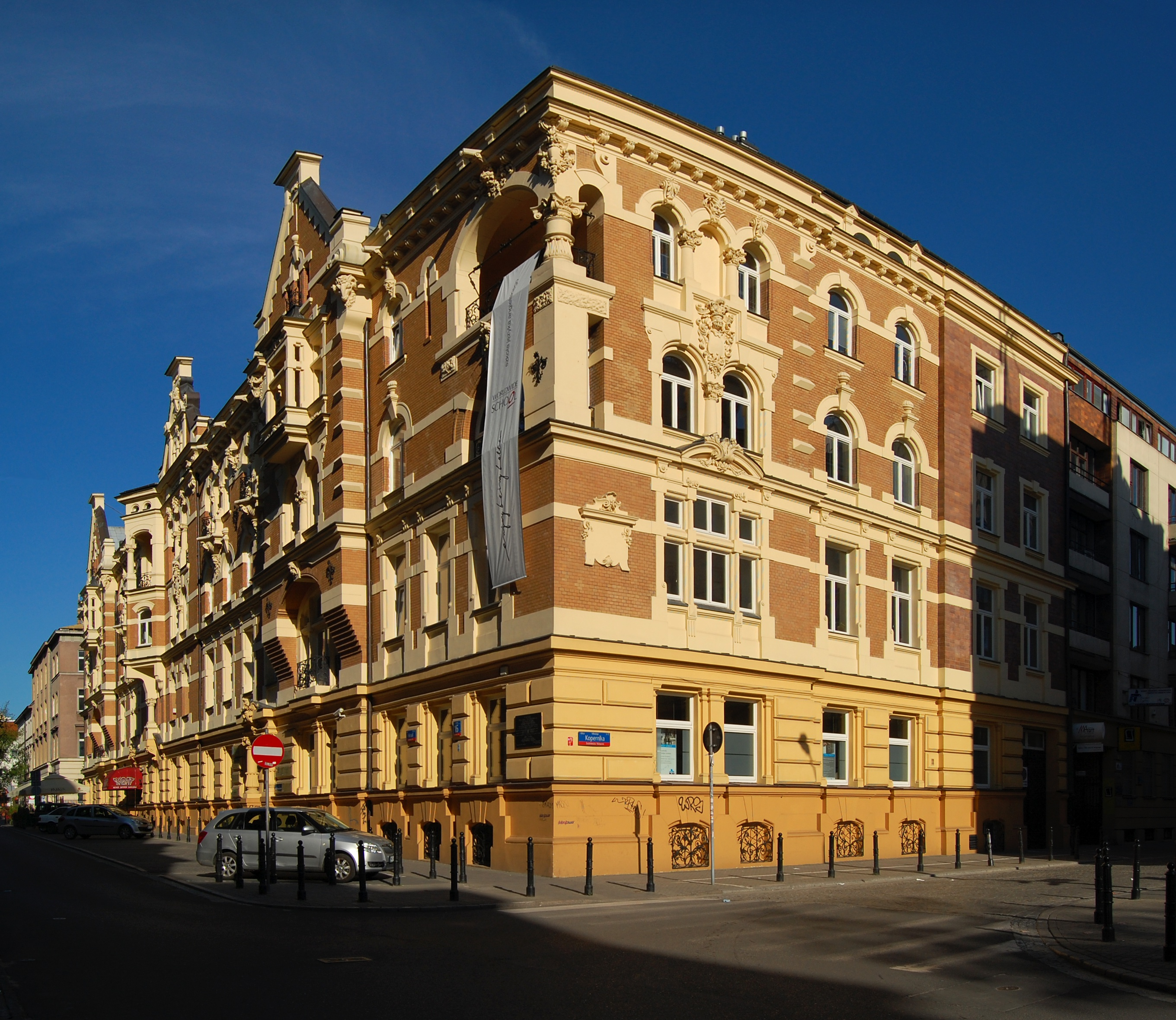
Kamienica przy ul. Foksal 16/18 w Warszawie
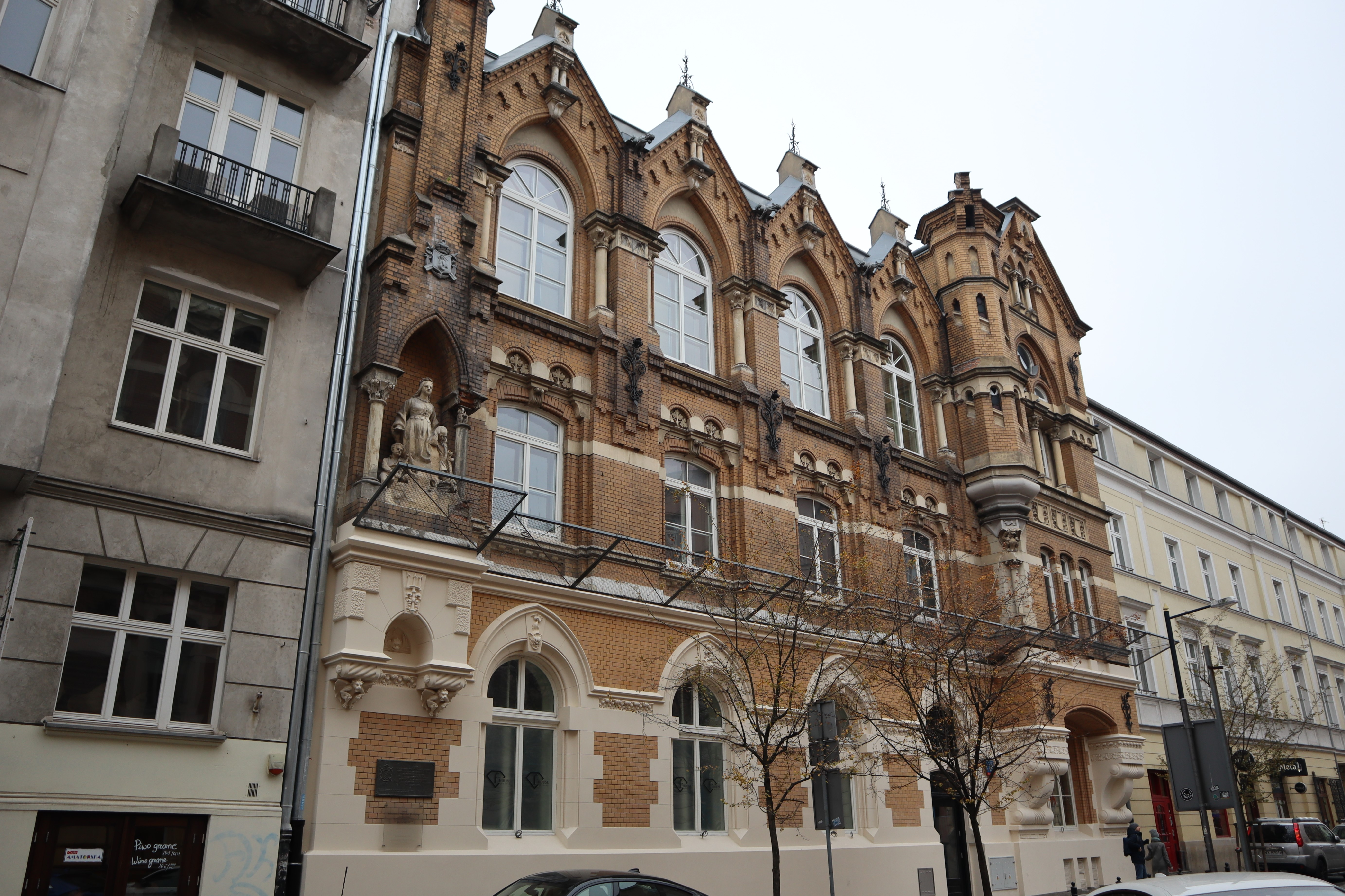
Kamienica WTW przy ul. Foksal 19
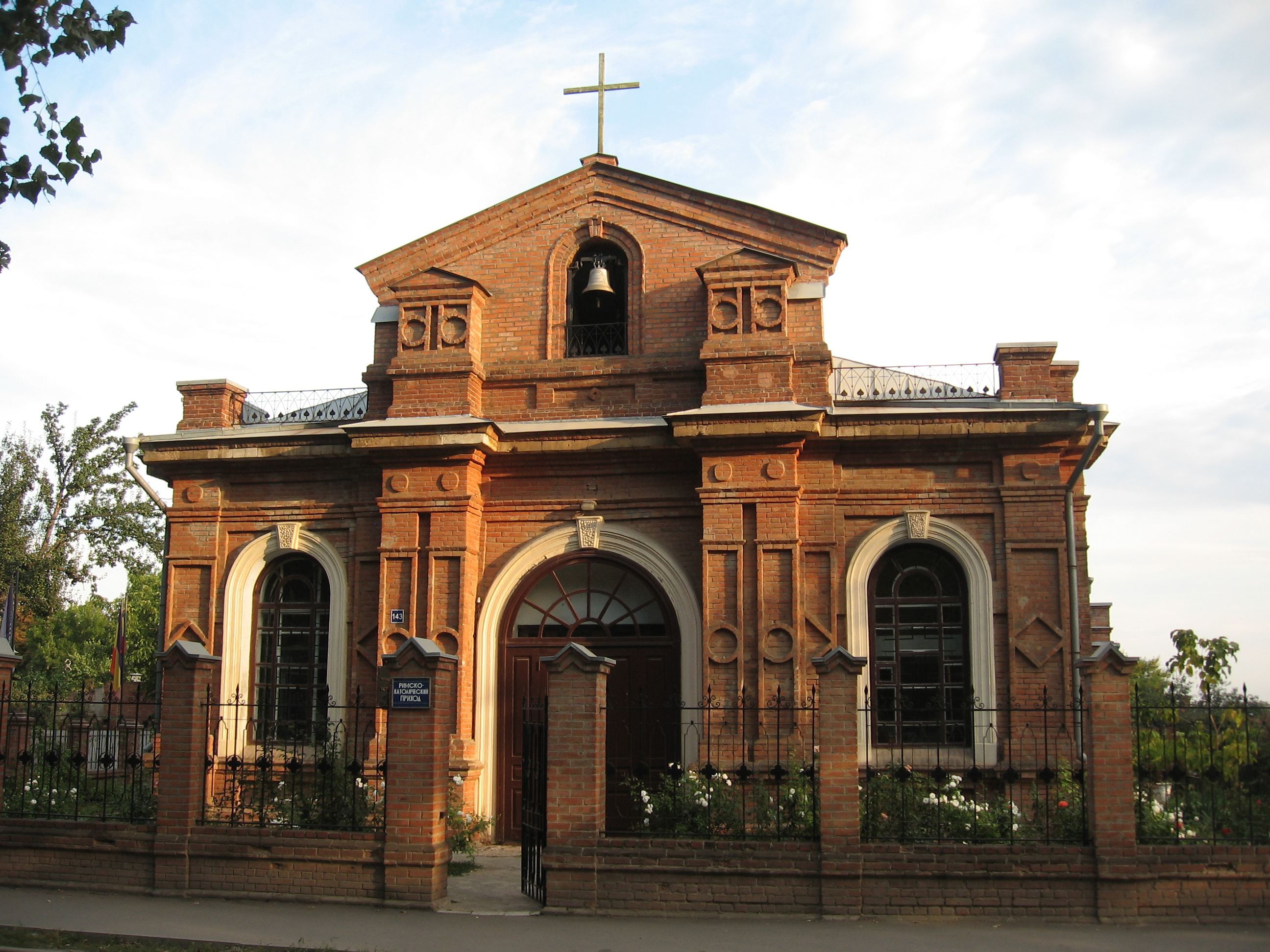
Kościół Wniebowzięcia NMP w Nowoczerkasku
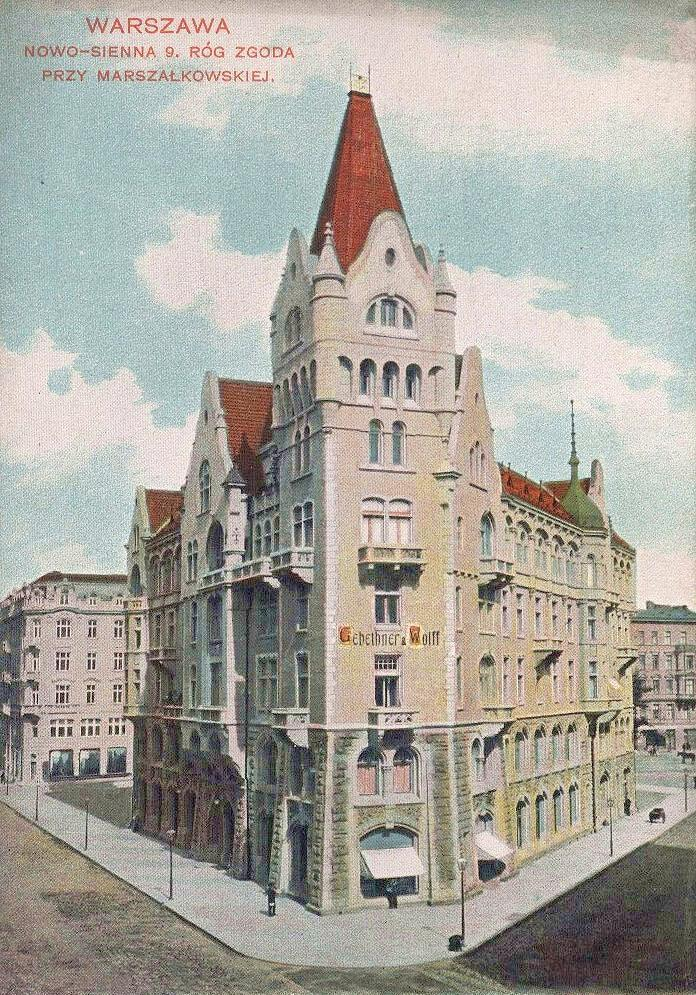
Dom firmy Gebethner i Wolff w Warszawie (niezachowany)